# Liste der ältesten botanischen Gärten weltweit
Die Liste der ältesten Botanischen Gärten umfasst die ältesten botanischen Gärten weltweit. Einige von ihnen sollten neben Anschauungs- und Schulungszwecken auch der Arzneimittelversorgung einer Hochschule dienen. Botanik war im damaligen Verständnis auch Heilpflanzenkunde.

## Liste
| Jahr | Anlage                                                      | Land                   | Gründer                         |
| ---- | ----------------------------------------------------------- | ---------------------- | ------------------------------- |
| 1544 | Botanischer Garten von Pisa                                 | Italien                | Luca Ghini                      |
| 1545 | Botanischer Garten Padua                                    | Italien                | Luigi Squalemo, gen. Anguillara |
| 1545 | Botanischer Garten Florenz                                  | Italien                | Niccolò Tribolo                 |
| 1567 | Botanischer Garten der Universität Valencia                 | Spanien                |                                 |
| 1568 | Botanischer Garten der Universität Bologna                  | Italien                | Ulisse Aldrovandi               |
| 1580 | Botanischer Garten der Universität Leipzig                  | Deutschland            | Moritz Steinmetz                |
| 1586 | Botanischer Garten der Friedrich-Schiller-Universität, Jena | Deutschland            |                                 |
| 1589 | Botanischer Garten der Universität Basel                    | Schweiz                | Caspar Bauhin                   |
| 1593 | Jardin des Plantes de Montpellier                           | Frankreich             | Pierre Richer de Belleval       |
| 1594 | Hortus Botanicus Leiden                                     | Niederlande            | Carolus Clusius                 |
| 1597 | Botanischer Garten der Universität Heidelberg               | Deutschland            |                                 |
| 1600 | Botanischer Garten der Universität Kopenhagen               | Dänemark               |                                 |
| 1609 | Botanischer Garten Gießen                                   | Deutschland            | Ludwig Jungermann               |
| 1600 | Hortus Eystettensis, Eichstätt                              | Deutschland            |                                 |
| 1621 | University of Oxford Botanic Garden                         | Vereinigtes Königreich | Jacob Bobart                    |
| 1635 | Botanischer Garten der Stadt Paris                          | Frankreich             | Guy de la Brosse                |